# Янссон, Густаф
Густаф Нильс Янссон (швед. Gustaf Nils Jansson; 5 января 1922, Браттфорс, Вермланд, Швеция — 11 апреля 2012, Карлстад, Швеция) — шведский легкоатлет, бронзовый призер Летних Олимпийских игр 1952 года в марафоне.
Выступал за легкоатлетический клуб IK Viking (Хагфорс). В 1950—1953 гг. выиграл в общей сложности семь титулов национальных первенств, в 1950-х гг. неоднократно становился победителем и призером крупных международных соревнований (результат — 2-26:07.0). Его самым значительным спортивным достижением стала бронзовая медаль на марафонской дистанции на Олимпийских играх в Хельсинки (1952). Два года спустя, на чемпионате Европы 1954 г. в Берне, он занял пятое место.